# (500880) 2013 JJ64
(500880) 2013 JJ64, também escrito como (500880) 2013 JJ64, é um objeto transnetuniano que está localizado no cinturão de Kuiper, uma região do Sistema Solar. Este corpo celeste é classificado como um twotino, pois, o mesmo está em uma ressonância orbital de 1:2 com o planeta Netuno. Ele possui uma magnitude absoluta de 7,4 e tem um diâmetro estimado de 146 quilômetros.

## Descoberta
(500880) 2013 JJ64 foi descoberto no dia 7 de maio de 2013 pelo Outer Solar System Origins Survey.

## Órbita
A órbita de (500880) 2013 JJ64 tem uma excentricidade de 0,081 e possui um semieixo maior de 47,934 UA. O seu periélio leva o mesmo a uma distância de 44,034 UA em relação ao Sol e seu afélio a 51,835 UA.